# Aktiver Kurzschluss
Als aktiver Kurzschluss (AKS) wird eine Maßnahme in der Antriebstechnik bezeichnet, mit der Schäden beim Auftreten von zu hohen elektrischen Spannungen vermieden werden sollen.  Der gezielt herbeigeführte AKS wird als ein sicherer Modus für die Antriebsmaschinen betrachtet. Dazu werden bei der elektrischen Maschine die  Anschlussleitungen für die meist mit Drehstrom betriebenen Motoren durch IGB-Transistoren der Leistungselektronik kurzgeschlossen.
Der aktive Kurzschluss wird bei Fahrzeugen mit elektrifiziertem Antriebskonzept als sicherer Zustand betrachtet, ein wesentlicher Vorteil ist die Spannungsfreiheit des Systems bei Betriebssituationen wie Wartung oder Crash. Dies ist besonders bei Permanent-Synchronmaschinen von Vorteil da diese bei hohen Drehzahlen lebensgefährliche Spannungen induzieren können. Um eine Permanent-Synchronmaschine ohne Überhitzung im aktiven Kurzschluss betreiben zu können, ist von gesehnten Wicklungskonzepten (=hohe induzierte Spannung) abzuraten. Bei ungeeigneten Umrichter/Maschinenkonzepten führt dieser Betriebszustand zu beinahe unmittelbaren thermischen Schäden.